# Irone
L'irone est une cétone de formule  brute C13H20O. Elle  constitue le principe odorant de la racine d'iris, en particulier les variétés cultivées dites « iris de Florence ». Elle est présente aussi dans les racines d'autres Iridacées.
En perdant sa fonction cétonique, l'irone donne un hydrocarbure insaturé, l'irène, de formule brute C13H18.
Sa densité relative à 20 °C est de 0,939.

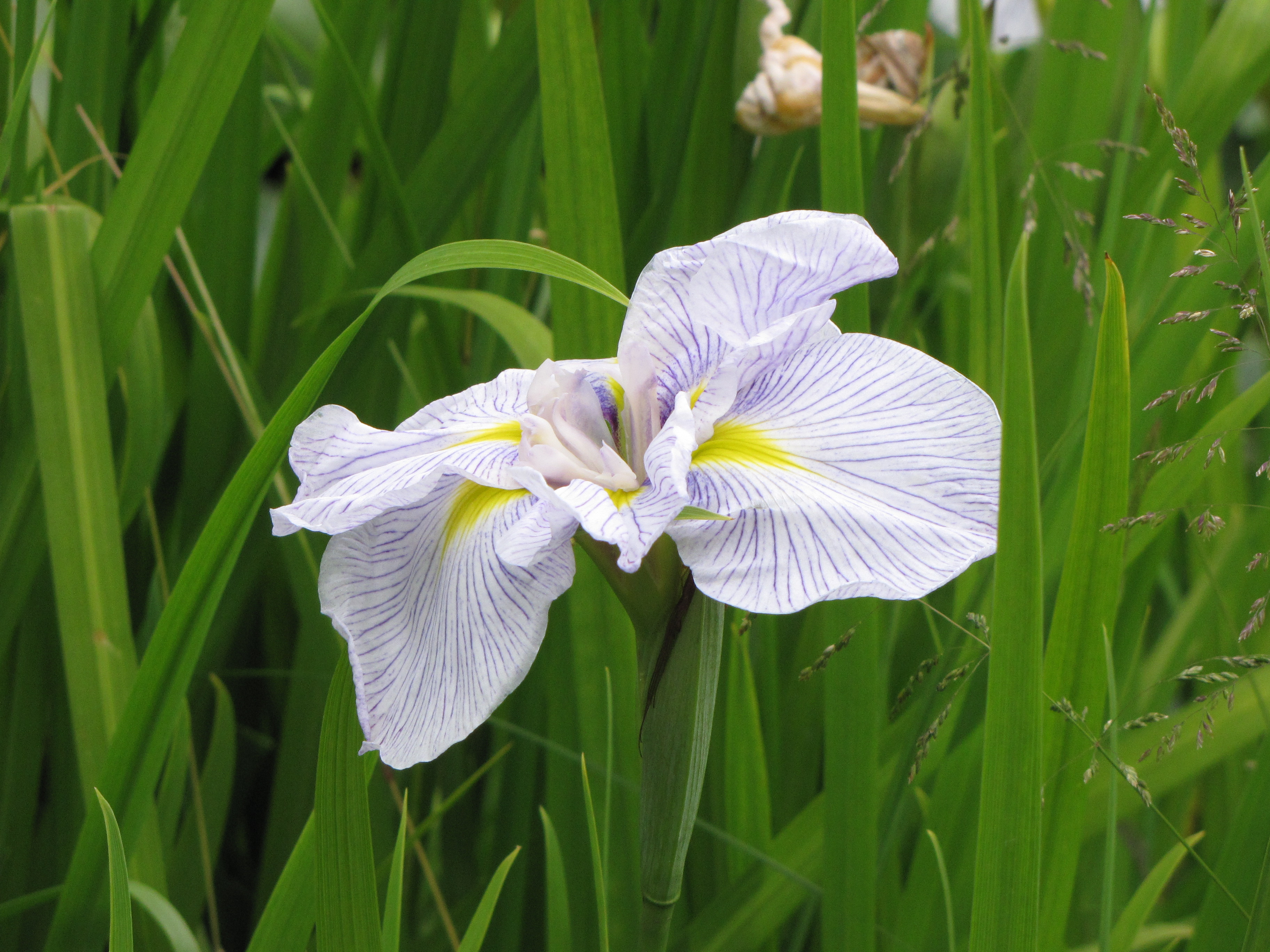
Une fleur d'iris.